# Kenneth Stenild
Kenneth Stenild Nielsen (Aalborg, 11 settembre 1987) è un ex calciatore danese, di ruolo portiere.

## Carriera

### Club

#### Gli inizi
Stenild è entrato nelle giovanili dell'Aalborg nel 2002. È rimasto in squadra fino al 2006, quando è stato ceduto a titolo temporaneo allo Hjørring, in 1. Division. È rimasto in squadra per una stagione, per far poi ritorno all'Aalborg per fine prestito. Il 19 dicembre 2017 si è accomodato in panchina in occasione della sfida di Coppa UEFA nella vittoria per 1-3 sul campo dell'Hapoel Tel Aviv.
Il 13 aprile 2008 ha effettuato il proprio esordio nella Superligaen, massima divisione del campionato danese: è stato schierato titolare nella sconfitta per 2-0 arrivata sul campo del Midtjylland. Ha totalizzato 7 presenze in squadra nel corso della stagione, che l'Aalborg ha chiuso al 1º posto finale, laureandosi campione di Danimarca. È rimasto in squadra anche per l'annata successiva, in cui ha disputato altre 4 partite in Superligaen.

#### Horsens e SønderjyskE
Nell'estate 2009, Stenild ha lasciato l'Aalborg per l'Horsens, compagine all'epoca militante in 1. Division. Ha debuttato in campionato in data 4 giugno 2010, schierato titolare nella sconfitta per 1-0 in casa del Viborg. Nella stessa stagione, l'Horsen ha centrato la promozione in Superligaen. A dicembre 2011, Stenild ha sostenuto provini per due squadre sudafricane: Golden Arrows e SuperSport United. Nessuno dei due ha però fruttato un contratto per il giocatore. Il 30 gennaio 2012 ha così rescisso il contratto che lo legava all'Horsens, per facilitare l'approdo in un nuovo club in cui potesse avere maggiore spazio.
Stenild ha poi firmato un contratto con il SønderjyskE, sempre nella Superligaen. Il 4 marzo ha giocato il primo incontro con questa maglia, in occasione della sconfitta per 1-0 arrivata contro il Brøndby. È rimasto in squadra per circa un anno e mezzo, in cui ha disputato 10 partite di campionato e subito 19 reti.

#### Vard Haugesund
Il 4 giugno 2013, i norvegesi del Vard Haugesund – militanti in 1. divisjon, secondo livello del campionato locale – hanno ufficializzato l'ingaggio del calciatore, il cui tesseramento sarebbe stato ratificato a partire dal 15 luglio successivo, data di riapertura del calciomercato. Il 28 luglio ha debuttato con questa maglia, nel pareggio interno per 2-2 contro l'Hødd. Ha disputato 11 partite di campionato in questa porzione di stagione, subendo 19 reti: il Vard Haugesund ha chiuso l'annata al 13º posto, retrocedendo in 2. divisjon.

#### Fram Larvik
In vista dell'annata seguente, Stenild si è accordato con il Fram Larvik, in 2. divisjon. Ha esordito in squadra il 14 aprile 2014, schierato titolare nella sconfitta per 4-1 contro l'Odd 2.

### Nazionale
Stenild ha rappresentato la Danimarca a livello Under-17, Under-18, Under-19 e Under-21.

## Statistiche

### Presenze e reti nei club
Statistiche aggiornate al 27 ottobre 2017.
| Stagione           | Club               | Campionato         | Campionato | Campionato | Coppe nazionali | Coppe nazionali | Coppe nazionali | Coppe continentali | Coppe continentali | Coppe continentali | Supercoppe | Supercoppe | Supercoppe | Totale | Totale |
| Stagione           | Club               | Comp               | Pres       | Reti       | Comp            | Pres            | Reti            | Comp               | Pres               | Reti               | Comp       | Pres       | Reti       | Pres   | Reti   |
| ------------------ | ------------------ | ------------------ | ---------- | ---------- | --------------- | --------------- | --------------- | ------------------ | ------------------ | ------------------ | ---------- | ---------- | ---------- | ------ | ------ |
| 2006-2007          | Hjørring           | 1D                 | ?          | -?         | CD              | ?               | -?              | -                  | -                  | -                  | -          | -          | -          | ?      | -?     |
| 2007-2008          | Aalborg            | SL                 | 7          | -8         | CD              | ?               | -?              | Int+CU             | 0                  | 0                  | -          | -          | -          | 7+     | -?     |
| 2008-2009          | Aalborg            | SL                 | 4          | -8         | CD              | 2               | -1              | UCL+CU             | 0                  | 0                  | -          | -          | -          | 6      | -9     |
| Totale Aalborg     | Totale Aalborg     | Totale Aalborg     | 11         | -16        |                 | 2+              | -?              |                    | 0                  | 0                  |            | -          | -          | 13+    | -?     |
| 2009-2010          | Horsens            | 1D                 | 2          | -3         | CD              | 1               | -1              | -                  | -                  | -                  | -          | -          | -          | 3      | -4     |
| 2010-2011          | Horsens            | SL                 | 0          | 0          | CD              | ?               | -?              | -                  | -                  | -                  | -          | -          | -          | ?      | -?     |
| 2011-gen. 2012     | Horsens            | SL                 | 0          | 0          | CD              | 0               | 0               | -                  | -                  | -                  | -          | -          | -          | 0      | 0      |
| Totale Horsens     | Totale Horsens     | Totale Horsens     | 2          | -3         |                 | 1+              | -?              |                    | -                  | -                  |            | -          | -          | 3+     | -?     |
| gen.-giu. 2012     | SønderjyskE        | SL                 | 2          | -2         | CD              | 0               | 0               | -                  | -                  | -                  | -          | -          | -          | 2      | -2     |
| 2012-2013          | SønderjyskE        | SL                 | 8          | -14        | CD              | 1               | -3              | -                  | -                  | -                  | -          | -          | -          | 9      | -17    |
| Totale SønderjyskE | Totale SønderjyskE | Totale SønderjyskE | 10         | -16        |                 | 1               | -3              |                    | -                  | -                  |            | -          | -          | 11     | -19    |
| lug.-dic. 2013     | Vard Haugesund     | 1D                 | 11         | -19        | CN              | -               | -               | -                  | -                  | -                  | -          | -          | -          | 11     | -19    |
| 2014               | Fram Larvik        | 2D                 | 24         | -36        | CN              | 2               | -5              | -                  | -                  | -                  | -          | -          | -          | 26     | -41    |
| 2015               | Fram Larvik        | 2D                 | 26         | -42        | CN              | 2               | -3              | -                  | -                  | -                  | -          | -          | -          | 28     | -45    |
| 2016               | Fram Larvik        | 2D                 | 25         | -44        | CN              | 2               | -3              | -                  | -                  | -                  | -          | -          | -          | 27     | -47    |
| 2017               | Fram Larvik        | 2D                 | 24         | -38        | CN              | 0               | 0               | -                  | -                  | -                  | -          | -          | -          | 24     | -38    |
| 2018               | Fram Larvik        | 2D                 | 24         | -47        | CN              | 2               | -3              | -                  | -                  | -                  | -          | -          | -          | 26     | -50    |
| 2019               | Fram Larvik        | 2D                 | 25         | -34        | CN              | 5               | -6              | -                  | -                  | -                  | -          | -          | -          | 30     | -40    |
| Totale Fram Larvik | Totale Fram Larvik | Totale Fram Larvik | 148        | -241       |                 | 13              | -20             |                    | -                  | -                  |            | -          | -          | 161    | -261   |
| Totale             | Totale             | Totale             | ?          | -?         |                 | ?               | -?              |                    | -                  | -                  |            | -          | -          | ?      | -?     |

## Palmarès

### Competizioni nazionali
- Superligaen: 1

Aalborg: 2007-2008
- 1. Division: 1

Horsens: 2009-2010